# Christopher Moody

La bandiera di Christopher Moody

Christopher Moody (1650 – Cape Coast, 1718 circa) è stato un pirata inglese.

## Biografia
Fece parte dell'equipaggio del pirata Bartholomew Roberts e in seguito si mise a capo di una nave propria e ne diventò il capitano. Praticò la pirateria al largo delle coste del Nord e del Sud Carolina tra il 1713 e il 1718. Si creò la propria bandiera pirata, di colore rosso sangue con tre disegni affiancati in orizzontale: una clessidra alata a significare che per i nemici era scaduto il tempo, un braccio che brandisce una spada, a significare la forza, e un teschio con le ossa incrociate a significare la morte imminente dei nemici. Venne impiccato nel castello di Cape Coast, nell'attuale stato del Ghana, intorno al 1718.